# Bărăganul, Brăila
Bărăganul este satul de reședință al comunei cu același nume din județul Brăila, Muntenia, România.

## Istoric
Înainte de al doilea război mondial, satul, numit Cioara, era împărțit în două: Cioara-Doicești și Cioara-Radu Vodă, după numele mănăstirilor care dețineau aici importante suprafețe de teren. De pe teritoriul comunei pornește valea pârâului Cioara, azi secat.